# Geoffroy Hardeby
Geoffroy Hardeby ou Gaufridus Hardeby (c. 1320 - c. 1385), était l’un des notables théologiens anglais du XIVe siècle qui rejoignit l'Ordre de Saint Augustin, fondé cent ans plus tôt, en 1256, sous le règne du pape Alexandre IV.
Geoffrey Hardeby est en quelque sorte un personnage énigmatique, parce qu'une grande partie du peu que l'on sait de lui est faite des matériaux de récupération provenant de sources tardives.
On peut souligner, parmi les biographies des premiers Augustins anglais, celles d’Osbern Bokenham (né en 1392), John Capgrave (en) (né en 1393) et Thomas Penketh (mort en 1487).
Deux générations précédant celles d’Osbern Bokenham et John Capgrave, n’ont laissé que peu de matière concernant Hardeby pour des historiens. Ce n'est pas surprenant quand on ne peut éviter le fait qu'il est né une vingtaine d'années avant Geoffrey Chaucer (c, 1343-1400), le père de la langue anglaise et la littérature.
Dans sa Chronique de l'Angleterre, terminée en 1462, Capgrave fournit des références sur ses anciens compatriotes augustins, parmi lesquels Geoffrey Hardeby :
« Mais à l'époque était un Frère Augustin ; qui se nommait Geffrey Hardeby, devenu Provinciale puis Confessoure du prince, qui eut l’idée folle de donner son avis dans un livre exceptionnel que nous appellerons De Vita Evangelica . » 
(Cette phrase se trouve également être la plus ancienne citation de l'ouvrage de Hardeby sous le titre Vita Evangelica De, plutôt que comme perfectione paupertatis evangelicae De.)
De Vita Evangelica est le seul ouvrage de Hardeby qui nous soit parvenu, à l'exception de son sermon magistral prêché à Oxford le premier dimanche de l'Avent, le 27 novembre 1356.
Même l'orthographe de son nom de famille a créé une confusion, car il y avait une ville de Herdeby ou Hardeby dans le Nottinghamshire et le Leicestershire, bien que ce dernier soit généralement considéré comme le berceau de ce frère augustin.
Né vers l'an 1320, Hardeby rejoint l'Ordre des Augustins peut-être à Leicester, et gagne Oxford où il professe en tant que maître de conférences bibliques, philosophe et érudit. Il devient le maître régent du studium generale de l'Ordre des Frères Augustins à Oxford de 1357 à 1359.
Il était un définiteur au chapitre général des Augustins à Padoue, en août 1359.
Outre le traité d'un seul sermon (mentionné ci-dessus), Hardeby a parfois été répertorié par les historiens plus tard comme l'auteur d'autres livres (exégèse des œuvres en particulier), bien que ces livres n'existent plus, il n'y a aucune certitude que ces écrits soient effectivement de la main de Hardeby. Étonnamment, l’ouvrage complet Alphabeticum Augustinianum de Thomas Herrera OSA (Madrid, 1644), fait peu référence à Hardeby.